# Ludger Stühlmeyer
Ludger Stühlmeyer (Melle, 1961. október 3.) német kántor, zenei igazgató és zeneszerző.

## Élete
Kántor családba született, első zenei tapasztalatait az apjánál, Franz Stühlmeyernél a mellei  Szent Máté templomban szerezte. Zenei oktatásban először az osnabrücki konzervatórium zenei igazgatójától, a zongorista és zeneszerző Karl Schäfertől részesült. Az osnabrücki püspöki egyházzenei szemináriumon kezdte egyházzenei képzését, amelyet miután elvégezte a középiskolát a mellei gimnáziumban, a brémai művészeti akadémián Wolfgang Helbichnél és Winfried Schlepphorstnál folytatott.
Ezt követően további tanulmányokat folytatott Brémában régizene (Manfred Cordes), orgona (Harald Vogel) és ének (Elke Holzmann) szakokon. Zeneszerzői tanulmányait Karlheinz Stockhausennél és Helge Jungnál és Günther Kretzschmarnál (Zene gyermekeknek) végezte. Gregorián szemiológia tanárai Luigi Agustoni, Godehard Joppich és John Berchmans Göschl voltak. A vesztfáliai Wilhelms Egyetemen Münsterben zenetudományt tanult Klaus Hortschansky és Winfried Schlepphostnál (PhD témavezető, PhD Dr. Phil.), filozófiát Fernando Inciartenél és Berthold Waldnál és teológiát Arnold Angenendt és Klemens Richternél.
Nagyapja, a nemzeti szocializmus elleni ellenállás „csendes hőse”, akit az az egyházért és a Harmadik Birodalom üldözöttjeiért való elkötelezettsége miatt 1940-ben az Emslandlager-i koncentrációs táborba deportáltak, 47 évet töltött aktívan gesmoldi Szent Péter-templomnál. Utódja 1980-ban Ludger Stühlmeyer lett. 1988-ban a Münsteri egyházmegye kántorjává vált, és 1994-től Hochfranken város- és dékán-kántorja, valamint az érseki egyházi zenei szeminárium előadója és a Bambergi az Egyházizenei Hivatalirodájának alkalmazottja.
2005-ben Christa Stevens államtitkár a Bajor Állam tiszteletbeli bizonyítványát adományozta neki. Dr. Harald Fichtner 2011-ben a Johann-Christian-Reinhart-emléktáblával tüntette ki, ez Hof városának legnagyobb díja a kiváló kulturális érdemekért. A kiemelkedő művészeti és oktatási eredményekért az Allgemeine Cäcilien-Verband Németországért 2013-ban zenei igazgatójának nevezte ki.
Stühlmeyer szólóének, kórus, kamarazene és különféle hangszerekre szerez zenét. Technikája abban a törekvésben gyökerezik, hogy a hallási megtapasztalás aspektusát kommunikatív közegként tegye átélhetővé. Műveit zenei avantgárd, posztmodern és személyes hangok jellemzik.
Liturgikus zenéjét a katolikus egyház istentiszteleti gyakorlata és a gregorián ének hang-szó kapcsolata ihlette, amely a kompozíciót, mint a szó szilárd testét határozza meg és ülteti át. Gyermekek számára alkotott színpadi művei, tanárának Günther Kretzschmarnak hagyományát követik.

## Fontosabb művei

### Írásai
- „Neue Wege mit Musik“ - „Themenhefte 7“. Bergmoser + Höller, Aachen 1991, ISSN 0937-8766.
- „Wer singt, hat etwas zu sagen“ - „Praxis gottesdienst“. Liturgische Institute Trier, Salzburg, Fribourg (Hg.), 7/2006, ISSN 1610-1847.
- „Curia sonans. Die Musikgeschichte der Stadt Hof. Eine Studie zur Kultur Oberfrankens. Von der Gründung des Bistums Bamberg bis zur Gegenwart“. Bayerische Kiadósanstalt, Heinrichs-Kiadó Bamberg 2010, ISBN 978-3-89889-155-4.
- „Das Leben singen. Christliche Lieder und ihr Ursprung“. Barbara Stühlmeyerrel együtt. Kiadó DeBehr Radeberg 2011, ISBN 978-3-939241-24-9.
- „Bernhard Lichtenberg. Ich werde meinem Gewissen folgen“. Barbara Stühlmeyerrel együtt. Topos plus Kiadósgemeinschaft, Kevelaer 2013, ISBN 978-3-8367-0835-7.
- „Konfessionalität und Ökumenizität – Kirchenmusik gestern und heute“ - „Abbruch – Umbruch – Aufbruch. Reformation und Ökumene in Mittel- und Oberfranken. Eine Arbeitshilfe zum Lutherjahr“. Bamberg Oktober 2016, ISBN 978-3-931432-39-3.
- „Johann Valentin Rathgeber. Leben und Werk“. Barbara Stühlmeyerrel együtt. Sankt Michaelsbund kiadó, München 2016, ISBN 978-3-943135-78-7.
- „Klangrede: Sonnengesang des Franziskus – Echo oder Leitmelodie? Nachdenkliches und Hintergründiges aus der Werkstatt eines Komponisten“. In: Stefan Kopp, Joachim Werz (Hg.) „Gebaute Ökumene. Botschaft und Auftrag für das 21. Jahrhundert?“ Reihe „Theologie im Dialog“ Band 24. Herder kiadó, Freiburg 2018, ISBN 978-3-451-38188-1.

### Kompozíciói

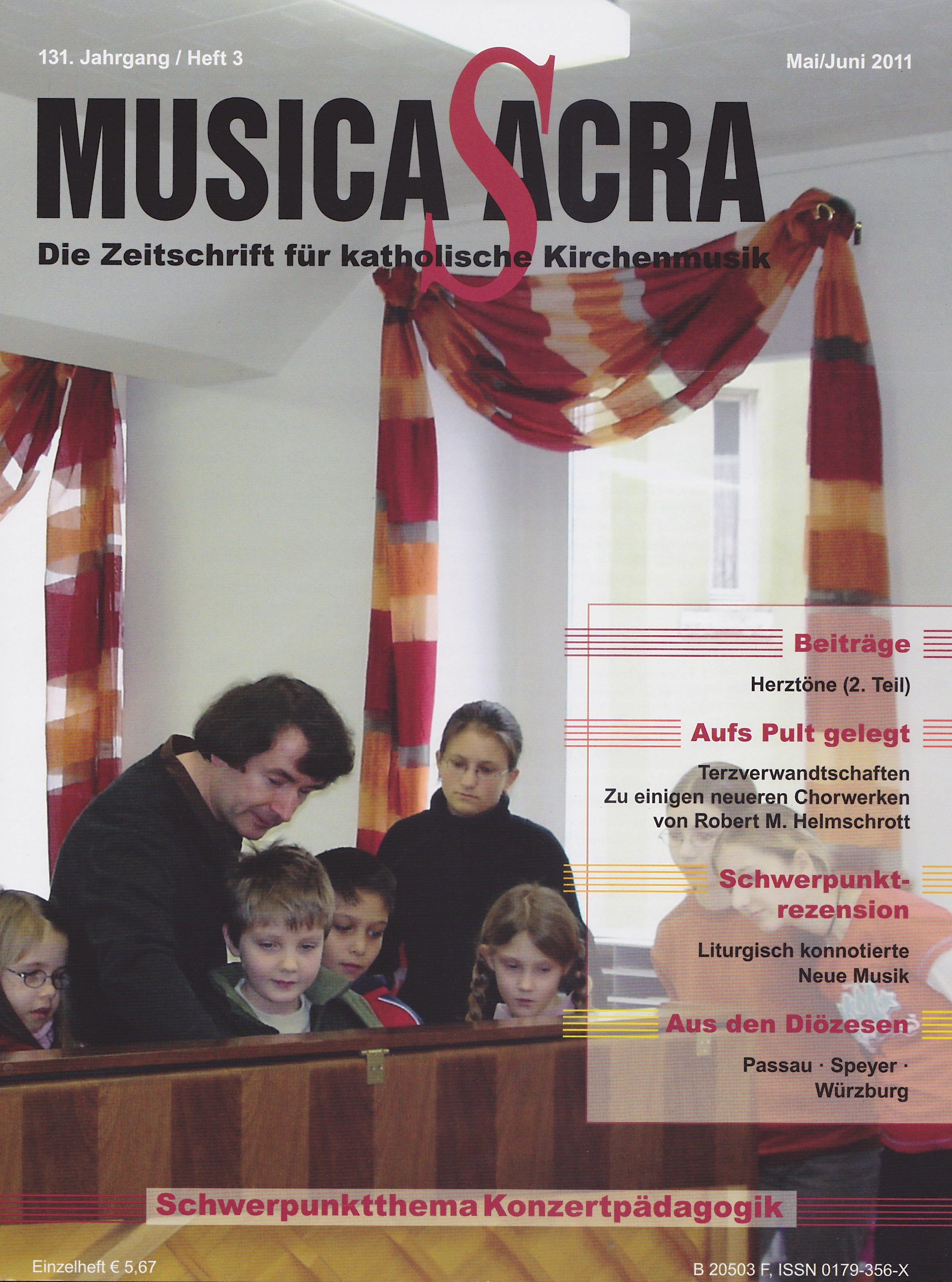
Ludger Stühlmeyer (2011)

- „Atem Gottes hauch mich an“. Szöveg: Dorothee Sölle. Szóló énekre és zongorára / orgonára.  A Tutzingi Evangélikus Akadémia Barátainak megbízásából. Ősbemutató: 2013 április, Dorothee Sölle halálának tizedik évfordulójára.
- „Atme in mir“. Szöveg: Augustinus von Hippo. Szóló énekre és orgonára / Ősbemutató: 2002 április 27., Stiftsbibliothek St. Gallen, a rendezvény keretében: „Augustinus, Afrikanitaet Universalitaet“.
- Ave Maria. szöveg: Lk|1, 28. Szóló énekre és zongorára / orgonára. Ősbemutató: 2016. május 22., Michéle Rödel szopránnak ajánlva. Sonat-kiadó, Kleinmachnow 2016, ISMN 979-0-50254-085-2.
- „Choralfantasie über Es ist ein Ros entsprungen“. Szóló énekre és zongorára / orgonára. 2018. A japán szopránnak Aki Yamamuranak ajánlva.
- „Die Legende von den drei weisen Königen“. Szöveg: Rolf Krenzer. Themenlied der deutschen Sternsingeraktion. Ősbemutató: 1999. január 10., ZDF - „Das Leben singen“ kiadó DeBehr Radeberg 2011, ISBN 978-3-939241-24-9.[7]
- „Gerechter unter den Völkern. Vesper zu Ehren des seligen Bernhard Lichtenberg. Mit einer Biografie und Zitaten. Geleitwort von Nuntius Eterovic“. Kiadó Sankt Michaelsbund, München 2017, ISBN 978-3-943135-90-9.
- „Hymn“. Szöveg Edgar Allan Poe verse alapján. Motette für Chor a cappella SSAATTBB. A Drezdai Frauenkirche Kamarakórusának ajánlva 2017.
- „In dulci jubilo. Aus-Flüge für Querflöte-Solo“. Megbízásos kompozíció Anja Weinberger fuvolás számára. Ősbemutató: 2015. december 9. Würzburgban. Sonat-Kiadó Kleinmachnow 2015, ISMN 979-0-50254-034-0.
- „Johannes-Passion“. Szöveg: Joh. 18,1–19,42. Kórus (SATB) és ének szólisták (SATB). Berliner Chormusik-kiadó, Berlin 2014, ISMN 979-0-50235-210-3.
- „Klangrede – Sonnengesang des Franziskus“. Szöveg: Assisi Szent Ferenc. Kórus (SATB), hegedű és orgona. Ősbemutató: Capella Mariana 2015 a „Tage Neuer Kirchenmusik in Bayern“ keretében. Ferenc pápának ajánlva: „Suae Sanctitati Papae Francisci dedicat“.
- „Mache dich auf, werde licht“. Adventi kantáta gyerek kórus számára, szóló ének, beszélő és hangszerek. Ősbemutató: 1989. december - „Kommt wir gehen nach Bethlehem“. Deutsches Liturgisches Institut Trier 1996.
- „Seht den Stern, den wir euch bringen“. Szöveg Peter Gerloff. Kórus és orgona. 2016.[8]
- „Quatre pièces pour Orgue. Prélude, romantique, Caprice expressionique, Hymne impressionique, Fugue baroque“. Für Orgel-Solo. Ősbemutató a Tage Neuer Kirchenmusik Bayern  keretében, 2006 októberében. Edition Musica Rinata, Berlin 2013, ISMN 979-0-50235-058-1.
- „Veni Creator Spiritus“- Szöveg: Rabanus Maurus. Motette für Chor (SATB). „Cantica nova. Zeitgenössische Chormusik für den Gottesdienst“. Chorbuch des ACV, Regensburg/Passau 2012, ISBN 978-3-00-039887-2, Nr. 59.
- „Wer glaubt kann widerstehn“. Bernhard-Lichtenberg-Kantáta beszélőre, szólóénekre, kórusra (SATB) és hangszerekre. Ősbemutató: 1999. október 31. -  ZDF, Konzertchor der Hofer Symphoniker.
- „With hearts reneved“. Szöveg: Jack May. Motette kórusra (SATB), hegedűk és orgona, 2017 a londoni Westminster apátság számára: „Dedicatet to the Westminster Cathedral Choir of London“.
- „Zum Engel der letzten Stunde. Szöveg: Jean Paul („Das Leben des Quintus Fixlein“). Alt-szóló énekre, hegedűre és orgonára. Hof városának megbízásos kompozíciója Jean Paul 250. születésnapjára 2013. március 21-én. Ősbemutató: 2013. szeptembere